# Sony Xperia XA2
Sony Xperia XA2 — смартфон із серії Xperia, розроблений компанією Sony. Був анонсований у січні 2018 року на виставці CES 2018 разом із Sony Xperia XA2 Ultra. В продажу в Україні з'явився в березні 2018 року.

## Характеристики смартфону

### Зовнішній вигляд
Дизайн Sony Xperia XA2 повністю відповідає фірмовому стилю смартфонів компанії Sony — прямокутний корпус з гострими кутами. Задня поверхня телефону виконана з матового пластику, передня повністю закрита захисним склом, по периметру — металева оправа.
Відмінна риса Sony Xperia XA2 від попередніх схожих за дизайном моделей смартфонів — це сканер відбитків пальців на задній панелі телефону.
Розміри смартфону — 142 × 70 × 9,7 мм. Вага — 171 грам.
Дана модель виконана в 4 кольорах: синій, чорний, сріблястий, рожевий.

### Апаратне забезпечення
Смартфон працює на базі 8-ядерного процесора Qualcomm Snapdragon 630, що працює із тактовою частотою 2,2 ГГц (архітектура ARMv7), графічний процесор — Adreno 508.
Оперативна пам'ять — 3 ГБ і вбудована пам'ять — 32 ГБ (комбінований слот розширення пам'яті до 256 ГБ).
Телефон має IPS-екран діагоналлю 5,2 дюйма із розділовою здатністю 1920 × 1080 (Full HD), зі щільністю пікселів 424 ppi, співвідношення сторін 16:9.
В апарат вбудовано 23-мегапіксельну основну камеру з LED спалахом та автофокусом, що може знімати відео в форматі 2160p при 30 кадрах на секунду, і фронтальну 8-мегапіксельну камеру (1080p, 30 кадрів на секунду).
Дані передаються бездротовими модулями Wi-Fi (802.11 a/b/g/n, Wi-Fi Direct, точка доступу), Bluetooth 5.0, A2DP, aptX HD, LE і NFC. Вбудована антена стандарту GPS, ГЛОНАСС. Телефон та має USB Type-C та FM-радіо.
Весь апарат працює від незмінного Li-ion акумулятора місткістю 3300 мА·год.

### Програмне забезпечення
Смартфон Sony Xperia XA2 постачається із встановленою Android 8.0 Oreo та фірмовою графічною оболонкою від Sony. Присутня можливість оновлення до Android 9 Pie.

## Синтетичні тести
| Смартфон               | Basemark OS II | Basemark X |
| ---------------------- | -------------- | ---------- |
| Meizu Pro 6 Plus       | 1823           | 23513      |
| Motorola Moto X4       | 1743           | 14479      |
| Meizu PRO 5            | 1733           | 20038      |
| Sony Xperia Z5 Compact | 1696           | 23703      |
| Sony Xperia XA2        | 1690           | 14312      |
| Sony Xperia XA2 Ultra  | 1677           | 14328      |
| Samsung Galaxy S6      | 1663           | 22752      |

|                                  | Sony Xperia XA2(Qualcomm Snapdragon 630) | Honor 9 lite(HiSilicon Kirin 659) | Vivo V9(Qualcomm Snapdragon 626) | Oppo F7(MediaTek Helio P60) | Meizu m6s(Samsung Exynos 7872) |
| -------------------------------- | ---------------------------------------- | --------------------------------- | -------------------------------- | --------------------------- | ------------------------------ |
| AnTuTu (v7.x)(більше — краще)    | 89033                                    | 87589                             | 90155                            | 139207                      | 92315                          |
| GeekBench (v4.x)(більше — краще) | 857/4190                                 | 930/3625                          | 942/4650                         | 1533/5831                   | 1321/3190                      |

|                                                              | Sony Xperia XA2(Qualcomm Snapdragon 630) | Honor 9 lite(HiSilicon Kirin 659) | Vivo V9(Qualcomm Snapdragon 626) | Oppo F7(MediaTek Helio P60) | Meizu m6s(Samsung Exynos 7872) |
| ------------------------------------------------------------ | ---------------------------------------- | --------------------------------- | -------------------------------- | --------------------------- | ------------------------------ |
| 3DMark Ice Storm Sling Shot Ex OpenGL ES 3.1(більше — краще) | 814                                      | 311                               | 474                              | 1090                        | 420                            |
| 3DMark Ice Storm Sling Shot Ex Vulkan(більше — краще)        | 697                                      | 362                               | 424                              | 936                         | 341                            |
| GFXBenchmark Manhattan ES 3.1(Onscreen, fps)                 | 10                                       | 5                                 |                                  | 12                          | 12                             |
| GFXBenchmark Manhattan ES 3.1(1080p Offscreen, fps)          | 10                                       | 5                                 |                                  | 12                          | 5                              |
| GFXBenchmark T-Rex(Onscreen, fps)                            | 31                                       | 19                                |                                  | 37                          | 24                             |
| GFXBenchmark T-Rex(1080p Offscreen, fps)                     | 29                                       | 19                                |                                  | 38                          | 17                             |